# Ludovic Batelli
Ludovic Batelli, né le 24 mai 1963 à Lens en France, est un footballeur puis entraîneur français qui a évolué au poste de gardien de but. Il possède également la nationalité italienne.

## Biographie
Gardien de but, Ludovic Batelli est formé au RC Lens, avant de devenir à partir de 1983, le portier titulaire de l'US Valenciennes Anzin, club évoluant alors en Division 2. Il rejoint ensuite le club vendéen de l'AEP Bourg-sous-la-Roche où il reste deux saisons. Avec la fusion de son précédent club, il évolue à partir de 1989 à La Roche-sur-Yon VF, avant de jouer en 1991 au FC Annecy, puis de terminer sa carrière en 1992-1993 au FC Lorient, toujours en Division 2.
Il reste ensuite dans le milieu du football, en devenant entraîneur et participe à la renaissance du club de Valenciennes. Sous sa houlette, les joueurs du nouveau VA FC, sont champions de France amateur en 1998, et montent en National. En 2000, il devient entraîneur adjoint à Amiens, club qui monte en Division 2 l'année suivante. Il s'occupe du centre de formation ainsi que de l'équipe réserviste picarde. Il part en décembre 2005 pour diriger les joueurs de Sète, jusqu'en mars 2006.
Il retourne dans le club amiénois pour remplacer Alex Dupont à la tête de l'équipe. Après avoir terminé le championnat 2006-2007 à la 4e place, l'Amiens SC, fini la saison suivante en bas de tableau. Ludovic Batelli quitte alors le club le 24 mai 2008 pour rejoindre l'ES Troyes AC en remplacement de Denis Troch.
Après un début de saison difficile et une 8e place à la trêve hivernale, l'ESTAC s'effondre littéralement en deuxième partie de saison. À la suite de la 33e journée conclue par une défaite à domicile face au Montpellier HSC, et après 11 rencontres sans victoire, Ludovic Batelli est démis de ses fonctions.
De nouveau entraîneur de l'Amiens SC, le 24 octobre 2009, Ludovic Batelli a atteint l'objectif du club au cours de la saison 2010-2011 en emmenant l'ASC vers une remontée en Ligue 2, acquise le 13 mai 2011.
En 2013, il reprend du service dans le club belge du White Star Woluwe qui après une saison difficile en coulisses, jouera tout de même le tour final de division 2. Lors de son premier match, il réussit à accrocher avec une équipe jeune l'équipe de Westerlo, ancien pensionnaire de D1. La suite de la mini-compétition allait être moins glorieuse pour le mentor français qui allait concéder cinq défaites consécutives pour terminer en dernière position. Après le dernier match du tour final, il n'est pas prolongé par la nouvelle direction. Si Ludovic Batelli n'aura pas réussi de miracle, il aura tout de même marqué son passage en Belgique comme étant une personne travailleuse pour qui l'abnégation et le sens aigu du professionnalisme n'étaient pas sans importance.
En 2016, il remporte l'Euro U19, en Allemagne, après une victoire de ses bleuets 4 à 0 face aux Italiens. Son management pendant la compétition est mis en lumière par le documentaire "Petits frères des Bleus" réalisé par Aurélien Delfosse et produit par L'Équipe où il se fait connaître du grand public,.
En mars 2018, il est nommé sélectionneur des moins de 19 ans des Emirats arabes unis.
En février 2019, il devient directeur des équipes nationales et sélectionneur des moins de 23 ans de l'Algérie et en août de la même année, sélectionneur de l'équipe A'.
En mai 2021, il devient le nouvel entraîneur du SC Toulon. En commun accord avec la direction, il quitte le club le 7 janvier 2022.

## Statistiques
| Saison                | Club                    | Championnat           | Championnat | Championnat | Championnat | Coupe(s) nationale(s) | Coupe(s) nationale(s) | Coupe(s) nationale(s) | Total | Total | Total |
| Saison                | Club                    | Division              | M.          | B.          | P.d.        | M.                    | B.                    | P.d.                  | M.    | B.    | P.d.  |
| 1983-1984             | US Valenciennes-Anzin   | Division 2            | 24          | 0           | 0           | 2                     | 0                     | 0                     | 26    | 0     | 0     |
| 1984-1985             | US Valenciennes-Anzin   | Division 2            | 27          | 0           | 0           | -                     | -                     | -                     | 27    | 0     | 0     |
| 1985-1986             | US Valenciennes-Anzin   | Division 2            | 27          | 0           | 0           | -                     | -                     | -                     | 27    | 0     | 0     |
| 1986-1987             | US Valenciennes-Anzin   | Division 2            | 4           | 0           | 0           | -                     | -                     | -                     | 4     | 0     | 0     |
| Sous-total            | Sous-total              | Sous-total            | 82          | 0           | 0           | 2                     | 0                     | 0                     | 84    | 0     | 0     |
| 1987-1988             | AEP Bourg-sous-la-Roche | Division 2            | 33          | 0           | 0           | 5                     | 0                     | 0                     | 38    | 0     | 0     |
| 1988-1989             | AEP Bourg-sous-la-Roche | Division 2            | 33          | 0           | 0           | 3                     | 0                     | 0                     | 36    | 0     | 0     |
| Sous-total            | Sous-total              | Sous-total            | 66          | 0           | 0           | 8                     | 0                     | 0                     | 74    | 0     | 0     |
| 1989-1990             | La Roche-sur-Yon VF     | Division 2            | 32          | 0           | 0           | 1                     | 0                     | 0                     | 33    | 0     | 0     |
| 1990-1991             | La Roche-sur-Yon VF     | Division 2            | 34          | 0           | 0           | -                     | -                     | -                     | 34    | 0     | 0     |
| Sous-total            | Sous-total              | Sous-total            | 66          | 0           | 0           | 1                     | 0                     | 0                     | 67    | 0     | 0     |
| 1991-1992             | FC Annecy               | Division 2            | 4           | 0           | 0           | -                     | -                     | -                     | 4     | 0     | 0     |
| 1992-1993             | FC Lorient              | Division 2            | 30          | 0           | 0           | 1                     | 0                     | 0                     | 31    | 0     | 0     |
| Total sur la carrière | Total sur la carrière   | Total sur la carrière | 248         | 0           | 0           | 12                    | 0                     | 0                     | 260   | 0     | 0     |

## Palmarès d'entraîneur
- Champion de France CFA en 1998 avec le Valenciennes FC (comme entraîneur)
- Finaliste de la Coupe de France en 2001 avec l'Amiens SC (comme adjoint)
- Champion d'Europe des moins de 19 ans en 2016 avec l'Équipe de France U19 (comme sélectionneur)